# Burg Hötensleben
Die Burg Hötensleben ist eine denkmalgeschützte in Teilen erhaltene Burganlage an der Adresse Auf dem Amt 1–6, 8 am westlichen Ortsrand von Hötensleben in Sachsen-Anhalt. Die Burg befindet sich nur etwa 200 Meter östlich der ehemaligen innerdeutschen Grenze.

## Geschichte und Architektur

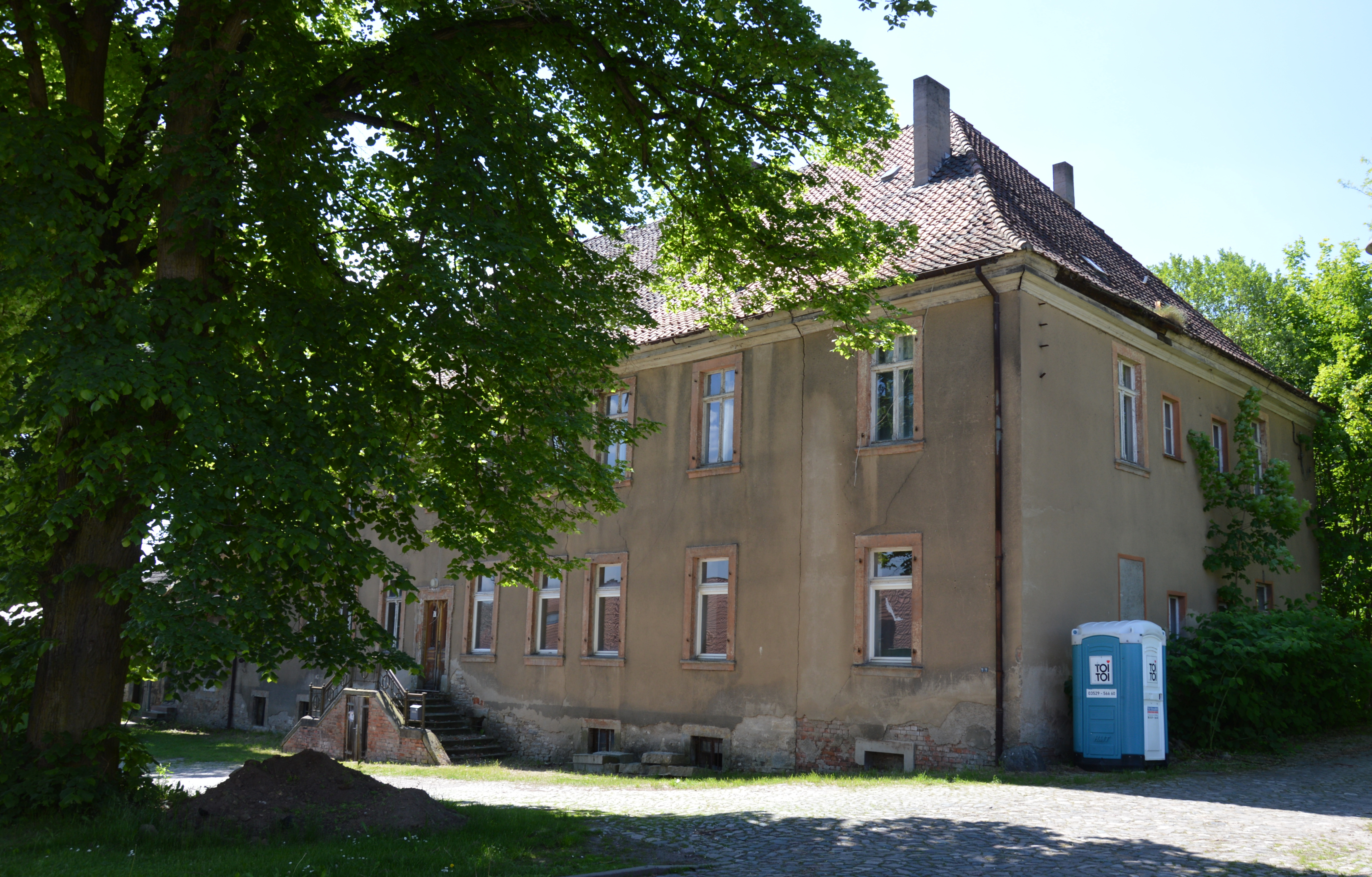
Amtshaus

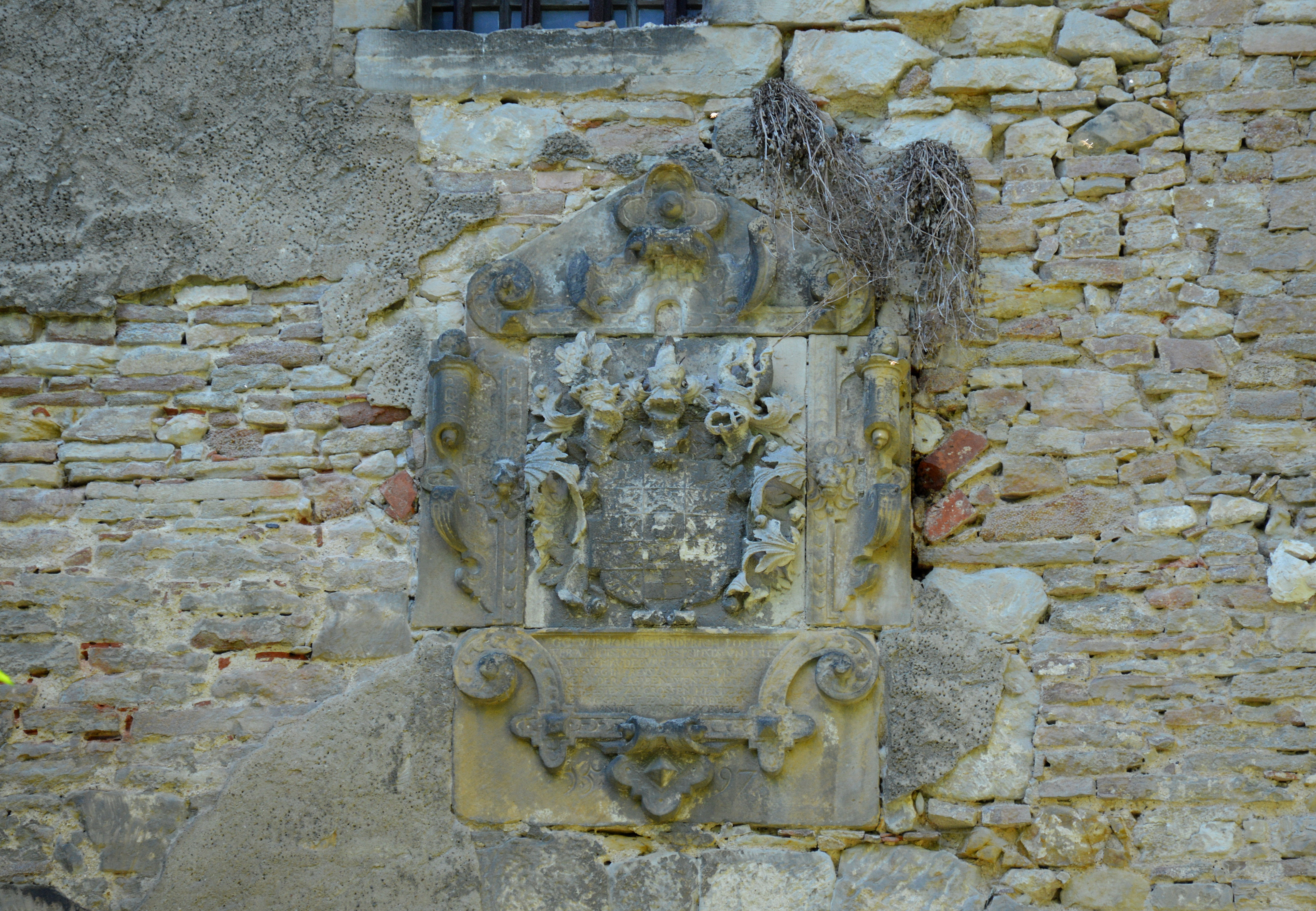
Wappen oberhalb des Tores

Die dem Amt Hötensleben zugeordnete Burg wurde ursprünglich als Rundburg errichtet. Im Hochmittelalter wurde in die Anlage ein kastellartiger Bau eingefügt. Von diesem sind in der nordwestlichen Ecke der Anlage noch Reste erhalten. Auch die Anordnung der erhaltenen Bauten um einen Hof mit rechteckigem Grundriss geht darauf zurück. Die Burg war im 16. Jahrhundert verfallen. Ende des 16. Jahrhunderts erfolgte ein Umbau. Auf der Ostseite besteht aus dieser Zeit eine im Jahr 1597 aus Bruchsteinen errichtete große Scheune. Sie dient zugleich als Torbau zur Durchfahrt in die Kernburg. Oberhalb der Tordurchfahrt ist in einer Rollwerkkartusche das Wappen Joachim von Esebecks mit der Datierung 1597 erhalten. Außerdem befindet sich aus diesem Jahr eine Inschrift im Inneren der Durchfahrt. In den späteren Jahrhunderten erfolgten weitere Umbauten.
Vor der Burg besteht ein im Jahr 1645 auf einem hohen Sockel errichtetes barockes zweigeschossiges Amtshaus. Es wurde 1725 für Kasimir Wilhelm von Hessen-Homburg um- und 1805 im Inneren ausgebaut. Weitere größere Umbauten erfolgten im Laufe des 19. Jahrhunderts. Vor dem Haus besteht eine zweiläufige Freitreppe. Außerdem sind diverse weitere im 19. Jahrhundert entstandene Wohn- und Wirtschaftsbauten vorhanden. Der zur Burg gehörende Park sowie die Wallanlagen der Burg sind noch in Resten vorhanden. Die Gartenanlagen der Burg waren ursprünglich in Formen des Barock gestaltet.
Im Denkmalverzeichnis für Hötensleben ist die Burg unter der Erfassungsnummer 094 56135 als Baudenkmal verzeichnet.